# Hanna Solf

Hanna Solf (um 1907)

Johanna „Hanna“ Susanne Elisabeth Solf, geb. Dotti (* 14. November 1887 in Neuenhagen bei Berlin; † 4. November 1954 in Starnberg), war eine deutsche Politikerin und Angehörige des deutschen Widerstandes. Nach ihr ist der Solf-Kreis benannt.

## Leben
Johanna Solf wurde als Tochter des Amtsvorstehers und Gutsbesitzers George Leopold Dotti und seiner Frau Elisabeth Therese Maria Weygoldt am 14. November 1887 in Neuenhagen geboren. Sie heiratete 1908 den damaligen kaiserlichen Gouverneur von Samoa und späteren Staatssekretär im Auswärtigen Amt und deutschen Botschafter in Tokio, Wilhelm Solf. Hanna Solf sah sich nicht nur als seine Ehefrau, sondern auch als Mitstreiterin im Kampf für Humanität, Recht und Frieden. Die Aufenthalte außerhalb Deutschlands (Samoa, Indien, Deutsch-Ostafrika, Japan und England) prägten Hanna Solf und sorgten nicht zuletzt für das tiefe Verständnis anderer Kulturen, das das Paar auszeichnete.
In den 1920er Jahren besuchte sie die Veranstaltungen des SeSiSo-Clubs, dessen Vorsitzender Wilhelm Solf war. Bereits dort war sie ebenso wie ihr Mann davon überzeugt, dass für eine freiheitliche und soziale Gesellschaft der Austausch der Menschen unterschiedlicher politischer Richtungen unerlässlich war. Diese Überzeugung führte auch zu der Gründung des Solf-Kreises. Nach der Machtergreifung Hitlers nahm sie früh Kontakt zu Regimekritikern auf, etwa zu General von Hammerstein, dessen Treffen sie mit Richard Kuenzer regelmäßig besuchte. 1936 starb ihr Ehemann.
Bald fanden auch in der Wohnung Solfs in der Berliner Alsenstraße ähnliche Treffen statt. 1941 stattete der japanische Außenminister Matsuoka Yōsuke dem Solf-Kreis einen Besuch ab, was einem Affront gegen Roland Freisler  gleichkam, der damals schon Solf beobachten ließ. Dadurch bestärkt versuchte Hanna Solf – gemeinsam mit ihrer Tochter Lagi von Ballestrem – einigen von den Nationalsozialisten Verfolgten den sicheren Weg in die Schweiz zu ermöglichen. Dazu besorgte sie falsche Pässe und Maria von Maltzan, eine ausdauernde Schwimmerin, schwamm mit den Flüchtlingen durch den Bodensee. Solf hatte u. a. für diese Aktionen ein Haus in Garmisch-Partenkirchen erworben, in dem ihre Schwester Elisabeth Dotti wohnen konnte. Als Solf und ihre Tochter 1943 total ausgebombt wurden, fanden sie dort Zuflucht.
Am 10. September 1943 ließ der Spitzel Paul Reckzeh auf Befehl des SS-Sturmbannführers Kriminalrat Herbert Lange die Teegesellschaft von Elisabeth von Thadden festnehmen. Von Maltzan, Solf und von Ballestrem waren bei diesem Treffen nur zufällig nicht anwesend gewesen. Am 12. Januar kamen auch in die Wohnung der Solfs in Garmisch Beamte der Gestapo, um sie festzunehmen und nach München zu bringen. Dort wurde Hanna Solf in einem Turmzimmer ohne Fenster von zwei Beamtinnen festgehalten. Nach drei Tagen verbrachte man sie nach Berlin, von Ballestrem wurde weitere zwei Monate dort gefangengehalten. Von Berlin, wo sie verhört worden war, kam Solf in das KZ Sachsenhausen. Obwohl sie gequält und beinahe jeden Tag verhört wurde, verriet sie keines der Mitglieder des Solf-Kreises.
Am 15. März 1944 kam sie ins Frauenkonzentrationslager Ravensbrück, wohin man auch von Ballestrem gebracht hatte. Dort setzte man sie der Folter Herbert Langes aus, der sowohl für den Fall „20. Juli“ als auch für den Solf-Kreis zuständig war. Nach dem 20. Juli brachte man Solf ins Zuchthaus Cottbus, in dem sie bis Weihnachten 1944 verblieb. Danach wurde sie in das Untersuchungsgefängnis Moabit überstellt, wo ihre Tochter seit August 1944 in Untersuchungshaft saß. Den Verhandlungstermin im Fall „Solf und fünf andere“ setzte der Präsident des Volksgerichtshofs Roland Freisler auf den 8. Februar 1945 fest.

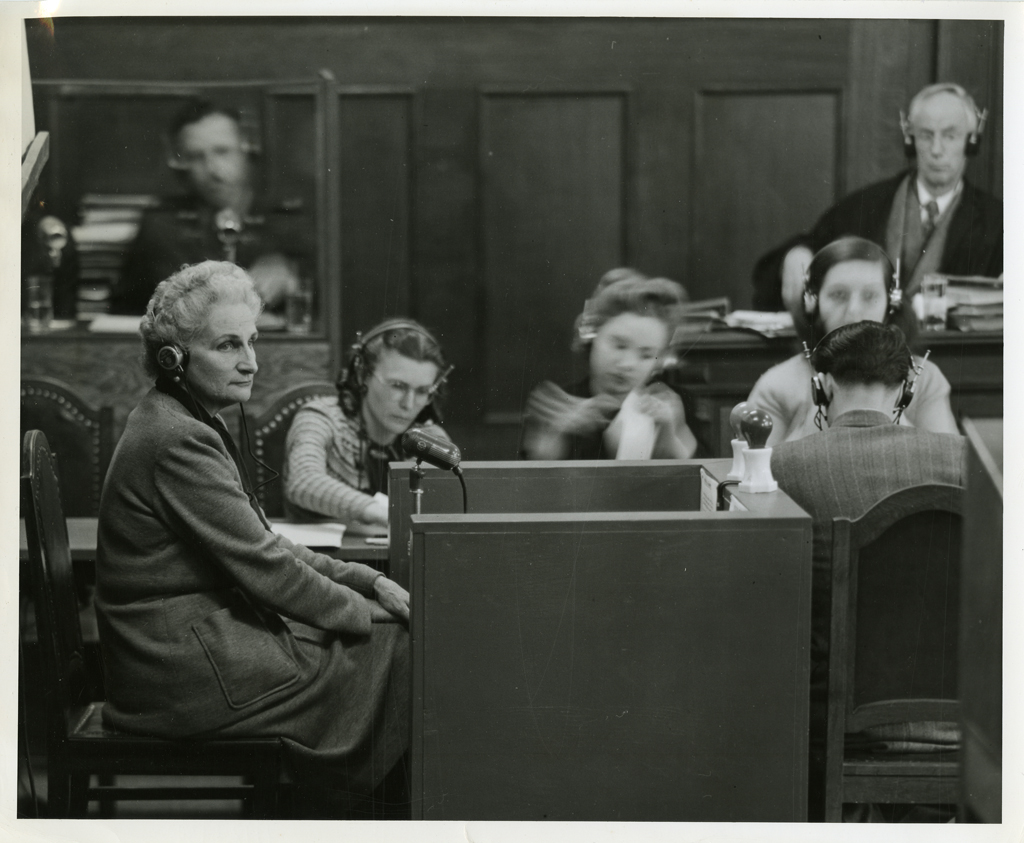
Hanna Solf bei einer Zeugenaussage im Juristenprozess während der Nürnberger Prozesse. Aufnahme von Mitte April 1947.

Am 3. Februar 1945 wurde Freisler bei einem der schwersten Luftangriffe auf Berlin getötet. Schließlich wurden Solf und von Ballestrem entlassen. Ernst Ludwig Heuss war es gelungen, einen Beamten des Justizministeriums zu überreden, Entlassungsscheine für sie auszustellen.
Nach ihrer Entlassung musste Hanna Solf erfahren, dass über 70 Angehörige des Solf-Kreises den Rollkommandos zum Opfer gefallen waren. Sie selbst wog nur noch 42 Kilogramm.
Im Zuge der Nürnberger Prozesse sagte Hanna Solf als Zeugin aus. Nach einem etwa einmonatigen Aufenthalt bei ihrem Sohn Hans Heinrich in England zog sie nach Starnberg, wo sie bis zu ihrem Tode am 4. November 1954 lebte. Sie wurde auf dem Starnberger Friedhof begraben.
In ihrem Geburtsort Neuenhagen ist seit 2008 die Johanna-Solf-Straße nach ihr benannt. Ihr Elternhaus wurde rekonstruiert und dient heute als Haus der Begegnungen und des Lernens.